# 青少年のための管弦楽入門
『青少年のための管弦楽入門』（せいしょうねんのための かんげんがくにゅうもん、The Young Person's Guide to the Orchestra）は、イギリスの作曲家ベンジャミン・ブリテンが1945年に作曲した管弦楽曲。プロコフィエフの『ピーターと狼』と並んで、オーケストラの入門曲として非常に有名な作品である。

## 概要
独特のタイトルで有名な曲である。変奏曲のそれぞれの変奏に、オーケストラで使用されるさまざまな楽器の独奏を配置する、という形式をとる。それぞれの変奏には解説が付いており、オーケストラの各々の楽器を紹介する形になっている。
英国放送協会（BBC）が制作した音楽教育映画 "Instruments of the Orchestra" （オーケストラの楽器）のために、1945年12月中旬から同月31日深夜にかけて作曲された。映画は翌1946年11月29日に公開された。映画ではマルコム・サージェントが指揮と解説（ナレーション）を行い、ロンドン交響楽団が演奏した。映画の公開に先立ち、同年10月15日に同じく指揮サージェント、解説エリック・クロージャー（後述）の下、リヴァプール・フィルハーモニック管弦楽団によって初演された。
- オリジナル作品名：青少年のための管弦楽入門 - パーセルの主題による変奏曲とフーガ 作品34
- 原語曲名：The Young Person's Guide to the Orchestra - Variations and Fugue on a Theme by Purcell, op. 34（英）
- 演奏時間：15 - 20分（ブリテン指揮ロンドン交響楽団による自作自演盤では、解説ナレーションなしで16分35秒）
- 作曲時期：1945年12月
- 初演：1946年10月15日 サージェント指揮 、リヴァプール・フィルハーモニック管弦楽団
- 調性：ニ短調 - ニ長調

## 曲の構成
ヘンリー・パーセルの劇付随音楽『アブデラザール』（Abdelazer）の「ロンド」の主題による変奏曲とフーガである。トゥッテイとアンサンブルからなる主題提示部、変奏とフーガからなる展開部、再現部、結尾部の4つから構成されている。曲の性格上、親しみやすいメロディを前面に押し出した、平明な音楽となっている。

### 主題の提示
パーセルの主題が、編成を変えて以下の順に提示される。Allegro maestoso e largamente
- トゥッティ
- 木管合奏
- 金管合奏
- 弦楽合奏
- 打楽器合奏
- トゥッティ

### 変奏
主題がオーケストラの各々の楽器で変奏される。変奏する楽器の順は以下のようになっている。
- フルートとピッコロ Presto
- オーボエ Lento
- クラリネット Moderato
- ファゴット Allegro alla marcia
- ヴァイオリン Brillante: alla polacca
- ヴィオラ Meno mosso
- チェロ
- コントラバス Cominciando lento ma poco a poco accel. al Allegro
- ハープ Maestoso
- ホルン L'istesso tempo
- トランペット Vivace
- トロンボーンとチューバ Allegro pomposo
- 打楽器 Moderato
  - ティンパニ
  - 大太鼓とシンバル
  - タンブリンとトライアングル
  - 小太鼓とウッドブロック（木魚）
  - シロフォン（木琴）
  - カスタネットとタムタム（銅鑼）
  - むち

### フーガ
ブリテンのオリジナルな主題を用い、変奏において紹介された楽器の順に入ってフーガを形成した後、パーセルの主題との二重フーガに移行し、壮大なコーダで盛り上げて終える。二重フーガは再現部に相当し、そこからニ長調に転調する。
Allegro molto

## 編成
- フルート3（ピッコロ1）
- オーボエ2
- クラリネット2 B♭, A
- ファゴット2
- ホルン4 F
- トランペット2 C
- トロンボーン3
- チューバ1
- ティンパニ
- 打楽器群
  - シンバル
  - トライアングル
  - 大太鼓
  - 小太鼓
  - タムタム
  - タンバリン
  - シロフォン
  - ウッドブロック
  - カスタネット
  - むち
- ハープ
- 弦五部
  - 第1ヴァイオリン
  - 第2ヴァイオリン
  - ヴィオラ
  - チェロ
  - コントラバス

## 解説（ナレーション）
演奏は指揮者自身あるいは解説者（ナレーター）による解説付きで行われる。この解説の文章は、ブリテンの友人であったエリック・クロージャー（Eric Crozier）によって書かれている。クロージャーは本作の初演（1946年10月15日）でも解説者を務めている。ブリテンは解説ありと解説なしのどちらでも演奏できるように書いており、解説なしで演奏されることも多い。
日本語版では栗原小巻、小澤征爾、三枝成彰らがナレーションを担当した録音がある。多くは海外録音の演奏に日本でナレーションを加えているため、同じ演奏でもLPとCDでナレーターが替わっている場合もある。